# Teatro Xfinity
Teatro Xfinity (anteriormente conhecido como New England Dodge Music Center) é uma arena em Hartford, Estados Unidos, de propriedade da Live Nation. A capacidade do local é de trinta mil pessoas. A área coberta tem 7.500 e o gramado ao ar livre tem um adicional de 22.500 durante os meses de verão, tornando-se um dos maiores anfiteatros do país. O antecessor da Live Nation, a SFX, comprou o teatro em 1997.